# Henry Woods (géologue)
Henry Woods (18 décembre 1868 à Cottenham - 4 avril 1952 à Meldreth) est un paléontologue britannique.

## Biographie
En 1890, Woods obtient un BA de l'Université de Cambridge, puis y devient conservateur du Woodwardian Museum, obtenant une maîtrise en 1894. En 1895, il remporte le prix Sedgwick. À l'Université de Cambridge, Woods est de 1892 à 1899 un démonstrateur en paléobotanique, et de 1894 à 1899 un démonstrateur en paléozoologie jusqu'à sa promotion au poste de maître de conférences. De 1899 jusqu'à sa retraite en 1934, il est chargé de cours en paléontologie à Cambridge. En 1910, il épouse la paléontologue Ethel Skeat, la fille de Walter William Skeat, professeur d'anglo-saxon . Même après sa retraite, Woods reste à l'université en tant que bibliothécaire pour le département de paléontologie jusqu'à l'âge de plus de quatre-vingts ans.
En 1940, Woods reçoit la médaille Wollaston et en 1918 la médaille Lyell. Il est élu membre de la Royal Society en 1916.

## Œuvres
- Paléentologie, invertébré, Cambridge University Press, 7e éd. 1937, en ligne ( 1ère éd. 1893 )
- Palentologie élémentaire pour les étudiants en géologie, Cambridge University Press 1893
- Catalogue of the Type Fossils in the Woodwardian Museum, Cambridge, Cambridge 2010 ( 1ère éd. 1891 )
- Trilobita et Eurypterida, dans Sidney Harmer et al. Histoire naturelle de Cambridge, vol. 4, 1909